# 早子先生、結婚するって本当ですか?
『早子先生、結婚するって本当ですか?』（はやこせんせい、けっこんするってほんとうですか?）は、立木早子の4コマエッセイ漫画。自身のGooブログ及びアメーバブログで連載し、イースト・プレスから書籍化された『早子先生、婚活の時間です』（2011年）『早子先生、結婚はまだですか？』（2012年）に次ぐ3作目として2014年10月に発売された。
2016年にフジテレビ系でテレビドラマ化された。

## テレビドラマ
2016年4月21日から6月16日まで毎週木曜日22時 - 22時54分に、フジテレビ系の「木曜劇場」枠で放送された。主演は松下奈緒。独身の小学校の女性教師が婚活を実践していく。

### キャスト

#### あきの市立平和町小学校
立木 早子〈34〉
演 - 松下奈緒
1年1組担任。独身。
久我山 ミカ〈28〉
演 - 貫地谷しほり
3年1組担任。独身。
成増 梅子〈37〉
演 - 佐藤仁美
音楽教師。独身。
千駄木 廉太郎〈43〉
演 - 八嶋智人
4年1組担任。独身。
港 草介〈23〉
演 - 間宮祥太朗
2年2組担任。独身。
本郷 潤吉〈44〉
演 - 山内圭哉
6年3組担任。既婚。
秋川 莉々〈22〉
演 - 小芝風花
養護教諭。独身。
神田 和夫〈27〉
演 - 田野倉雄太
5年1組担任。新婚で子持ち。

#### 早子の家族
守山 風子〈24〉
演 - 川栄李奈
早子の妹。旧姓は立木。既婚者で名古屋在住。
風子の夫（写真のみ）
演 - 榎並大二郎（フジテレビアナウンサー、最終話）
立木 辰志〈63〉
演 - 尾藤イサオ
早子の父。立木豆富店経営。
立木 尚子〈62〉
演 - 松坂慶子
早子の母。

#### 婚活で関わった人たち
羽村 舞〈28〉
演 - 舞羽美海
OL。ミカの友人。独身。
月島 遼一 (ミスターダンディ)
演 - 坂上忍 （第1・2話）
早子の見合い相手。
うーちゃんと呼ぶ男(木の下)
演 - とにかく明るい安村（第1・3・4・5話）
梅子の同棲相手。ヒモ的存在だったが、別れる。
台場さん
演 - 斉藤祥太（第1話）
目黒ちゃん
演 - 足立梨花（第2話）
佐賀 俊介
演 - 田中圭（第2・3話）
ピクニック合コンで舞に交際を申し込んだ。
熊本 誠二
演 - 加治将樹（第2話）
赤羽 淳
演 - 久保田秀敏（第2話）
ピクニック合コンの参加者。
中野 一斗
演 - 高木星来（第3話）
足立 美咲
演 - 篠川桃音（第3話）
三田 凪太郎
演 - 吉岡秀隆（第2・3・5・8・最終話）
獣医。祖母のために立木豆富店に豆腐を買いに来たが、店頭に傘を置き忘れる。
伊東 慶太 (オーマイガーさん)
演 - 佐藤アツヒロ（第4話）
研修会で早子と知り合う。4人兄弟の末っ子で、兄弟が教職に就いていたため、何となく教師になった。
喜連川 隼人
演 - 吉沢亮（第4・7話）
大学生。伊東の草野球仲間。伊東・平塚とともに早子たちとの合コンに参加。本郷の妻・ゆきえの従弟。
平塚 徹
演 - 永岡卓也（第4話）
伊東・喜連川とともに早子たちとの合コンに参加。
岡山 藤吾
演 - 成宮寛貴（第5話 - )
食品メーカー営業。千駄木の後輩がセッティングした合コンで早子たちと知り合い、ミカと梅子から思いを寄せられるが、梅子との交際を始める。
香川 優介
演 - 平岡祐太（第7話）
多摩銀行営業。ミカの大学時代のサークルの先輩。
香川さんの元カノ
演 - 沢井美優（第7話）
赤坂 亜衣子
演 - 佐々木希（第8話）
風子の夫の同僚で、名古屋支社から東京本社への異動を機に婚活同盟に参加。婚活ではなく恋活を望んでいたが、千駄木との交際を始める。
十条 慎介
演 - 尾上松也（最終話）
遅れて参加した合コンで出会ったミカと交際を始める。
松本 梓
演 - 佐藤めぐみ（友情出演、最終話）
ミカの高校時代の友人。ミカと合コンに参加。

#### その他
菊名 大介
演 - 木村皐誠（第5話）
平和町小学校1年生。病気になったウサギを学校に連れてくる。
本郷先生の奥さん(ゆきえ)
演 - 川村ゆきえ（第1・7・最終話）
元グラビアアイドル。隼人の従姉。

### スタッフ
- 原作：立木早子『早子先生、婚活の時間です』『早子先生、結婚はまだですか?』『早子先生、結婚するって本当ですか?』（イースト・プレス刊）
- 脚本：水橋文美江、阿相クミコ
- 音楽：眞鍋昭大、MAYUKO、末廣健一郎
- 演出：中江功、佐藤源太、山内大典
- 編成企画：小原一隆
- プロデュース：橋本芙美、柳川由起子
- 主題歌：chay「それでしあわせ」（unBORDE / ワーナーミュージック・ジャパン）
- 劇中歌：山下達郎&竹内まりや「レット・イット・ビー・ミー」（ワーナーミュージック・ジャパン）[7]
- 制作：フジテレビ
- 制作著作：共同テレビ

### 放送日程
| 各話                                                          | 放送日  | サブタイトル                                                      | 脚本                  | 演出     | 視聴率 |
| ------------------------------------------------------------- | ------- | ----------------------------------------------------------------- | --------------------- | -------- | ------ |
| 第1話                                                         | 4月21日 | 実家暮らし34歳独身女が幸せ探す物語！ 笑って泣いて元気が出るドラマ | 水橋文美江            | 中江功   | 6.8%   |
| 第2話                                                         | 4月28日 | 初めてお見合い!?優しい嘘と哀しい現実                              | 水橋文美江            | 中江功   | 6.1%   |
| 第3話                                                         | 5月05日 | 吉岡秀隆登場!衝撃の出会い!?忘れられない女!                        | 水橋文美江            | 佐藤源太 | 4.9%   |
| 第4話                                                         | 5月12日 | 死んだぬか床と運命の出逢いと年下の美少年!?                        | 阿相クミコ            | 山内大典 | 5.0%   |
| 第5話                                                         | 5月19日 | 早子が初めて家に連れてきた男!?                                    | 水橋文美江            | 中江功   | 5.4%   |
| 第6話                                                         | 5月26日 | 本性見せた!?男の奪い合いと女の友情                                | 水橋文美江            | 佐藤源太 | 5.2%   |
| 第7話                                                         | 6月02日 | 年下美少年から初めてのプロポーズ!?                                | 水橋文美江 阿相クミコ | 山内大典 | 5.7%   |
| 第8話                                                         | 6月09日 | また1人婚活同盟卒業！残された独身女                               | 水橋文美江            | 中江功   | 5.9%   |
| 最終話                                                        | 6月16日 | 運命の相手はあなたでした！涙の最終回                              | 水橋文美江            | 中江功   | 5.2%   |
| 平均視聴率 5.6%（視聴率はビデオリサーチ調べ、関東地区・世帯） |         |                                                                   |                       |          |        |

## 祝日の日が黒字で表示
本ドラマで使用された小道具の4月のカレンダーの「29」の部分が本来は昭和の日のため祝日であることから赤文字で書かれるのだが、ここでは黒文字になっていた。これをアサヒ芸能がtwitterで指摘し、「昭和天皇の誕生日であり日本人にとっては特別な日である」とネット上で問題視された。